# Amt Flintbek

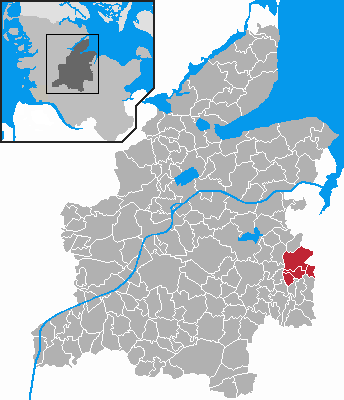
Lage des ehemaligen Amtes Flintbek im Kreis Rendsburg-Eckernförde

Das Amt Flintbek war von 1970 bis 31. Mai 2023 ein Amt im Kreis Rendsburg-Eckernförde in Schleswig-Holstein. Auf einer Fläche von 30,75 km² lebten 8093 Einwohner (Stand: 31. Dezember 2021). Der Sitz des Amtes war die Gemeinde Flintbek, die die Verwaltungsgeschäfte für das Amt geführt hat.

## Gemeinden
- Böhnhusen
- Flintbek
- Schönhorst
- Techelsdorf

## Geschichte
Das Amt Flintbek wurde 1970 bei der Kreis- und Ämterreform geschaffen. Zum 1. Juni 2023 wurde das Amt mit dem Amt Molfsee zum Amt Eidertal mit Sitz in Flintbek zusammengelegt. Die Gemeinde Flintbek hat die hauptamtliche Verwaltung zu diesem Zeitpunkt aufgegeben.